# 聖盧卡斯 (馬德里斯省)
聖盧卡斯（西班牙語：San Lucas）是尼加拉瓜的城鎮，位於該國北部，由馬德里斯省負責管轄，始建於1913年，面積152平方公里，海拔高度1,030米，2005年人口12,975，人口密度每平方公里85.36人。
13°25′N 86°36′W / 13.417°N 86.600°W